# Austrogomphus amphiclitus
Austrogomphus amphiclitus – gatunek ważki z rodziny gadziogłówkowatych (Gomphidae).